# منتخب بوتسوانا للكريكت
منتخب بوتسوانا للكريكت (بالإنجليزية: Botswana national cricket team)‏ هو ممثل بوتسوانا الرسمي في المنافسات الدولية في الكريكت .